# Cyathochaeta diandra
Cyathochaeta diandra là một loài thực vật có hoa trong họ Cói. Loài này được (R.Br.) Nees mô tả khoa học đầu tiên năm 1846.